# Vintilă Horia
Vintilă Horia (født 18. december 1915 i Segarcea, død 4. april 1992 i Collado Villalba) var en rumænsk forfatter, der i 1960 fik Goncourtprisen for romanen Dieu est né en exil.